# Магистральный порт
Магистральный порт или Trunk port — это канал типа «точка-точка» между коммутатором и другим сетевым устройством. Магистральные подключения служат для передачи трафика нескольких VLAN через один канал и обеспечивают им доступ ко всей сети. Магистральные порты необходимы для передачи трафика нескольких VLAN между устройствами при соединении двух коммутаторов, коммутатора и маршрутизатора или коммутатора и сетевого адаптера узла с поддержкой транкинга 802.1Q.